# Kadınlar Dünyası

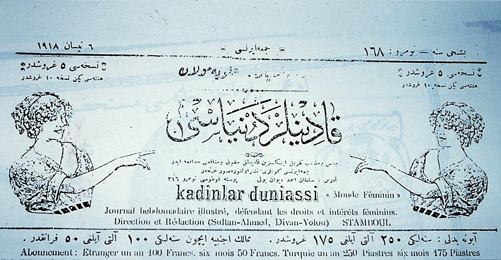
Kadınlar Dünyası, una edició de 1918: crida l'atenció que a la portada de la revista, a part de les lletres otomanes basades en l'alfabet àrab, també s'usa el nom en lletres llatines, una dècada abans de la reforma d'alfabet a Turquia

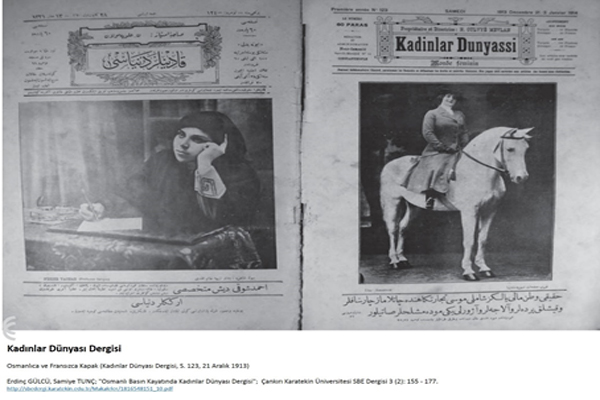
Altres dues edicions de Kadınlar Dünyası, a l'esquerra Yaşar Nezihe Hanım en la portada.

Kadınlar Dünyası (literalment en català "Món de les Dones") fou una revista de dones escrita en llengua turca i publicada a Istanbul, entre 1913 i 1921, durant els últims temps de l'Imperi Otomà. La fundadora de la revista va ser Ulviye Mevlan, una de les dones turques membres de la Müdâfaa-i Hukûk-u Nisvân Cemiyeti (Societat per a la Protecció dels Drets de les Dones), constituïda en el mes de maig de 1913. De fet, la revista era l'òrgan de premsa de la societat.
La revista, en què només treballaven dones, donava molta importància als drets de la dona i als temes de gènere, fins al punt d'haver estat anomenada "la rebesàvia de les revistes feministes". Per exemple, el títol d'un dels articles de la revista (núm. 22, de 25 d'abril de 1913 / 8 de maig de 1913) era: "Haklarımızı arayalım" (Demanem els nostres drets!) i un'altre era "Feminizm, Daima Feminizm" (Feminisme, sempre feminisme).
La revista, que empleava només dones, també comptava amb la col·laboració de periodistes estrangeres com Grace Ellison de Times i Odette Feldmann de Berliner Tageblatt.